# Пам'ятник Миколі Гоголю (Ніжин)
Пам'ятник Миколі Гоголю — монумент українському письменнику в місті Ніжині Чернігівської області. Розташований на головній алеї у сквері Гоголя в центрі міста. Автор — скульптор Пармен Забіла. Споруджений на громадські кошти і відкритий 16 вересня (4 вересня за старим стилем) 1881 року. Є першим у світі пам'ятником Гоголю.

## Історія

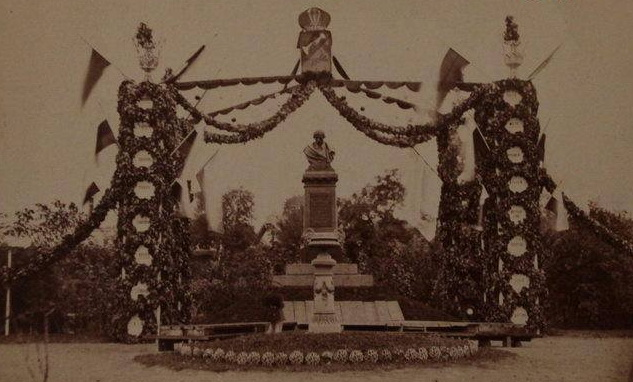
Відкриття пам'ятника Миколі Гоголю в Ніжині 4 вересня 1881 року

Ініціаторами створення пам'ятника були колишні випускники ліцею князя Безбородька, викладачі та студенти Ніжинського історико-філологічного інституту, передова громадськість Ніжина. Випускники ліцею — член Ніжинського окружного суду І. Дейнека, проводир ніжинського дворянства В. Тарновський та інші, заручилися підтримкою відомого вельможі — В. Кочубея та домоглися дозволу Міністерства внутрішніх справ на спорудження в Ніжині погруддя Миколі Гоголю.
У 1880 році створено комітет для збирання коштів на пам'ятник, до якого, крім місцевих діячів, увійшли історик М. І. Костомаров, письменники М. В. Гербель, Л. І. Глібов, Д. В. Григорович, О. М. Островський, І. С. Тургенєв, меценати брати Терещенки. У збиранні коштів активну участь взяли студенти Ніжинського історико-філологічного інституту, художники-передвижники на чолі з М. М. Ге, які організували виставку картин і виручку від їх продажу передали у фонд спорудження пам'ятника. Всього було зібрано 8 905 крб.
Автор проєкту — уродженець Чернігівщини, академік Петербурзької АМ (1869), скульптор П. П. Забіла (Забелло, 1830—1917).
Все чавунне і бронзове литво виконали під безпосереднім керівництвом проєктанта в петербурзькій ливарній майстерні Ботта і Шопена.

## Опис

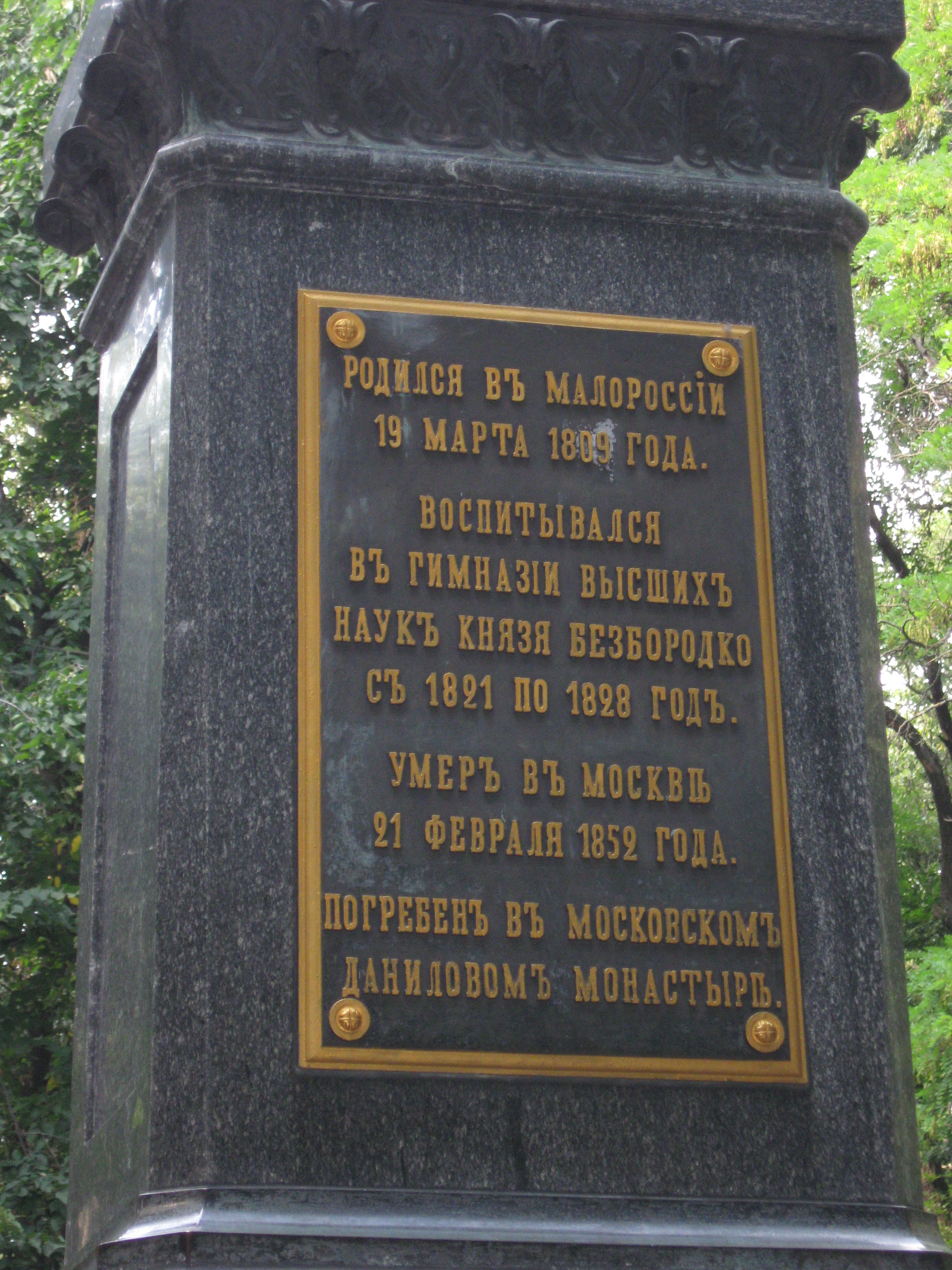
Напис на постаменті

Пам'ятник являє собою бронзове погруддя Гоголя (заввишки 0,9 м) на гранітному постаменті (заввишки 2,7 м).
По периметру пам'ятник огороджено провислими масивними ланцюгами, підвішеними до чавунних тумб (на момент відкриття пам'ятника огорожі навколо не було, її, імовірно, зробили місцеві майстри). Обабіч — два литих чавунних стовпи, що підтримують по п'ять хрестоподібно розміщених ліхтарів. Постамент увінчаний профільованим карнизом.
На лицьовому і тильному боках вмонтовані мідні дошки з текстами, виконаними старослов'янським шрифтом: «…определено мнѣ чудной властью… озирать жизнь сквозь видный миру смехъ и незримыя невидимыя ему слезы !». «Родился въ Малороссии 19 марта 1809 года. Воспитывался въ гимназіи высших наукъ князя Безбородько с 1821 по 1828 год. Умер в Москве 21 февраля 1852 года. Погребенъ въ Московсъкомъ Даниловомъ монастыріе».
Пам'ятник і оформлений простір навколо творять довершений і цілісний ансамбль.

## Міський переказ, пов'язаний із пам'ятником

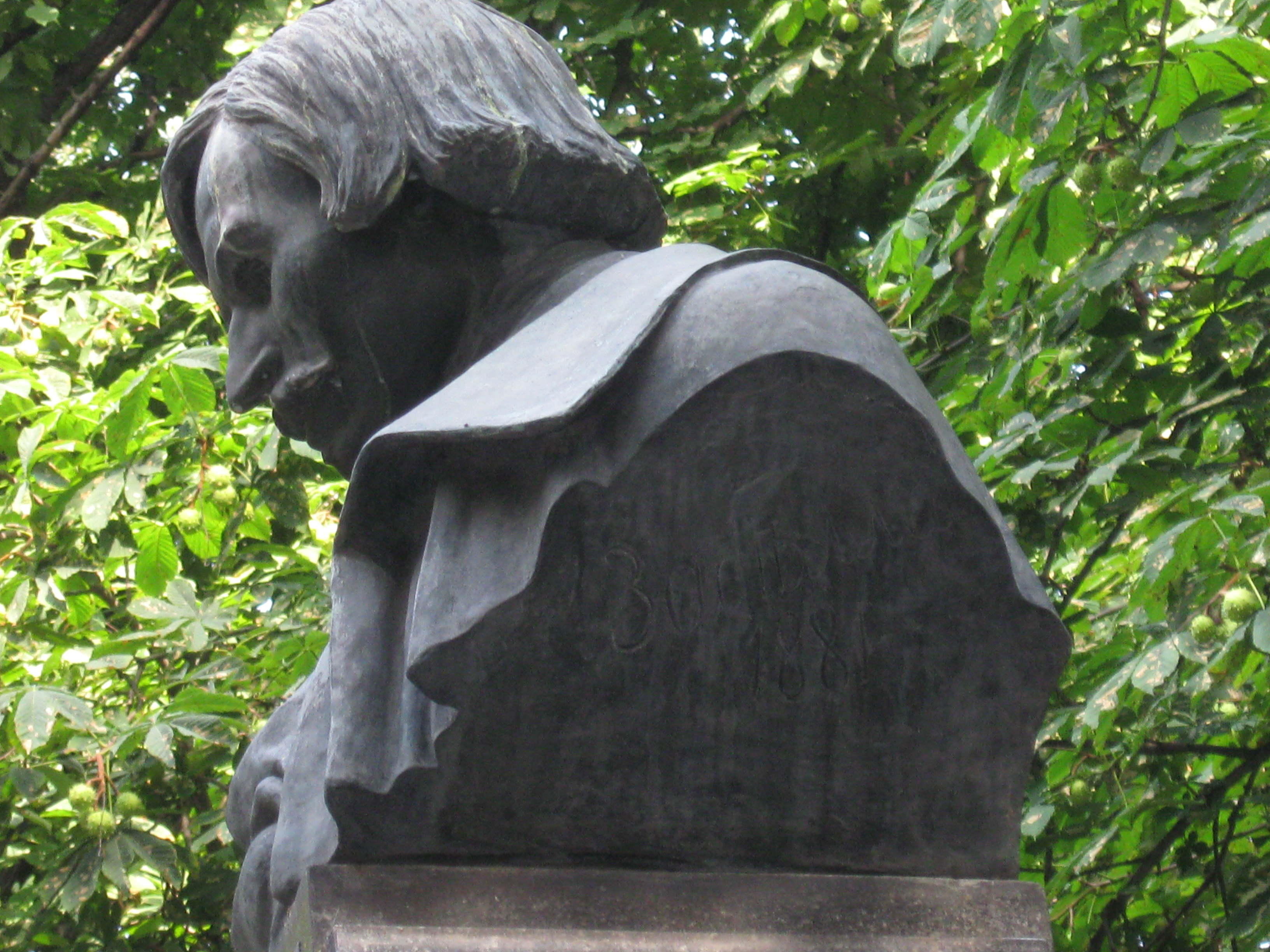
Той самий автограф автора

У Ніжині побутує переказ, що ніби-то наслідуючи давні традиції іконописців, автор пам'ятника Гоголю Пармен Забіла «сховав» у складках гоголівського портрета свій автопортрет — там, де зазвичай художники ставлять свій підпис, тобто справа знизу. Невелика грань під складками плаща на перший погляд видається темною і рівною, але філігранно скомпонований та майстерно зроблений рельєф грані у певній точці огляду відкриває лик п'ятдесятирічного Пармена Забіли. Краї складок вимальовують контур профілю: чоло, горбоносий ніс, губи, борідку. Обриси грані окреслюють масивну, гордовито посаджену голову, з непокірним волоссям. М'які тіні модулюють опукле чоло, зачіску, широкі вилиці, глибоко посаджене око. Справа вгору — автограф: «П. Забелло», нижче — дата: 1881г.. Цікаво, що тогочасна фотографія портрета Забіли і справді збігається в профіль з тим, який можна побачити, вдивляючись у пам'ятник Миколі Гоголю.